# Pink Pool Point
Der Pink Pool Point ist eine unvereiste Landspitze an der Ostküste von Clarence Island im Archipel der Südlichen Shetlandinseln. Sie liegt 2 km nordöstlich des Kap Bowles.
Das UK Antarctic Place-Names Committee benannte sie 2015.